# Nationales Teppichmuseum Aserbaidschan
Das Nationale Aserbaidschanische Teppichmuseum (aserbaidschanisch Azərbaycan Milli Xalça Muzeyi, früher Aserbaidschanisches Teppichmuseum) ist ein Museum in Baku, das aserbaidschanische Teppiche mit historischen und modernen Knüpftechniken und Materialien ausstellt. Es besitzt die weltweit größte Sammlung aserbaidschanischer Teppiche. Das Museum wurde 1967 in der Neftchiler Avenue eröffnet und zog 2014 in ein neues Gebäude im Park am Meer in Baku um.

## Geschichte

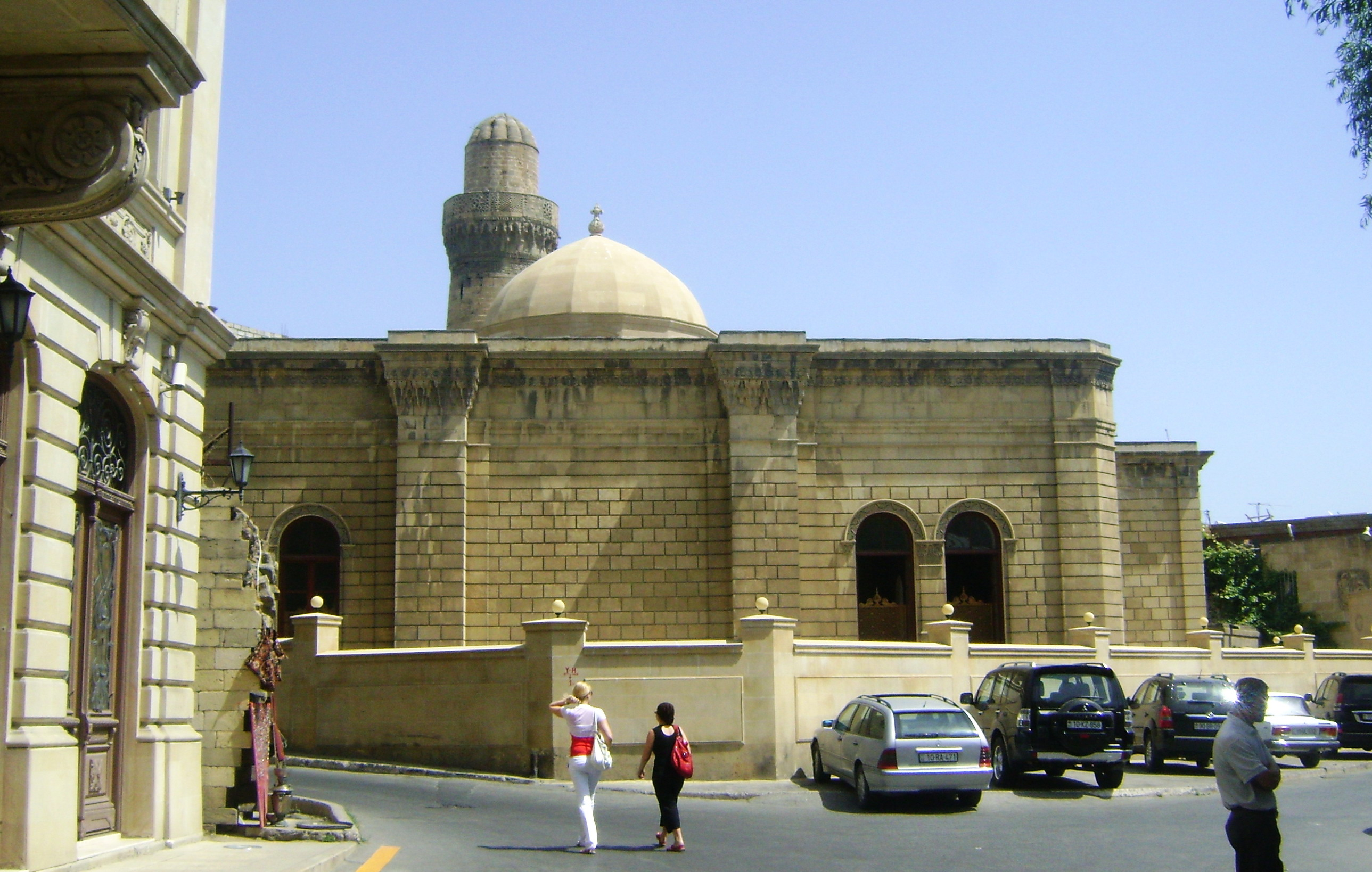
Ehemaliges Gebäude des Museums, heute die Juma-Moschee

Das Museum wurde 1967 gegründet und befand sich zunächst in der Juma-Moschee in Icheri Sheher. Die Moschee wurde im 15. Jahrhundert erbaut und im 19. Jahrhundert renoviert. Die erste Ausstellung fand 1972 statt. Nach dem Zusammenbruch der UdSSR wurde das Museum 1992 in den zweiten Stock des heutigen Baku Museum Center verlegt, ein Gebäude, das ursprünglich das Lenin-Museum war. Die Sammlung wurde zu Ehren des Teppichdesigners Latif Karimov benannt.
Die Pläne für den Umzug der Sammlung in ein neues, zweckmäßiges Gebäude begannen 2010, und die Eröffnung des neuen Gebäudes war für Ende 2012 geplant im September 2013 stattete Präsident Ilham Alijew dem Museum einen Besuch ab. Das Museum wurde am 26. August 2014 unter dem Namen Aserbaidschanisches Teppichmuseum eröffnet, wobei der viel längere offizielle Titel entfiel.

## Gebäude

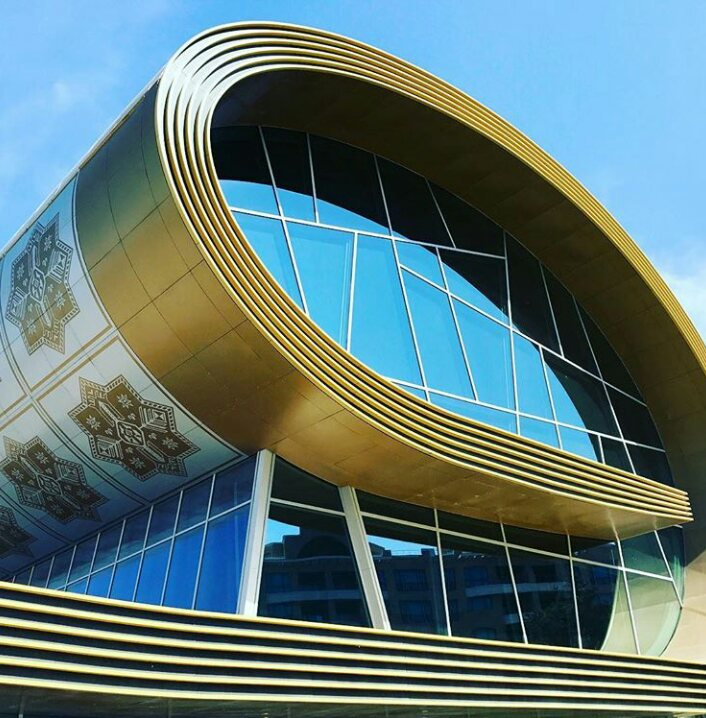
Seite des Gebäudes

Die Struktur des Gebäudes soll wie ein aufgerollter Teppich aussehen. Das von dem österreichischen Architekten Franz Janz entworfene Gebäude wurde in über sechsjähriger Bauzeit errichtet. Der Vorgängerbau, ein Gebäude von historischer Bedeutung, wurde zerstört, um Platz für das neue Gebäude zu schaffen.

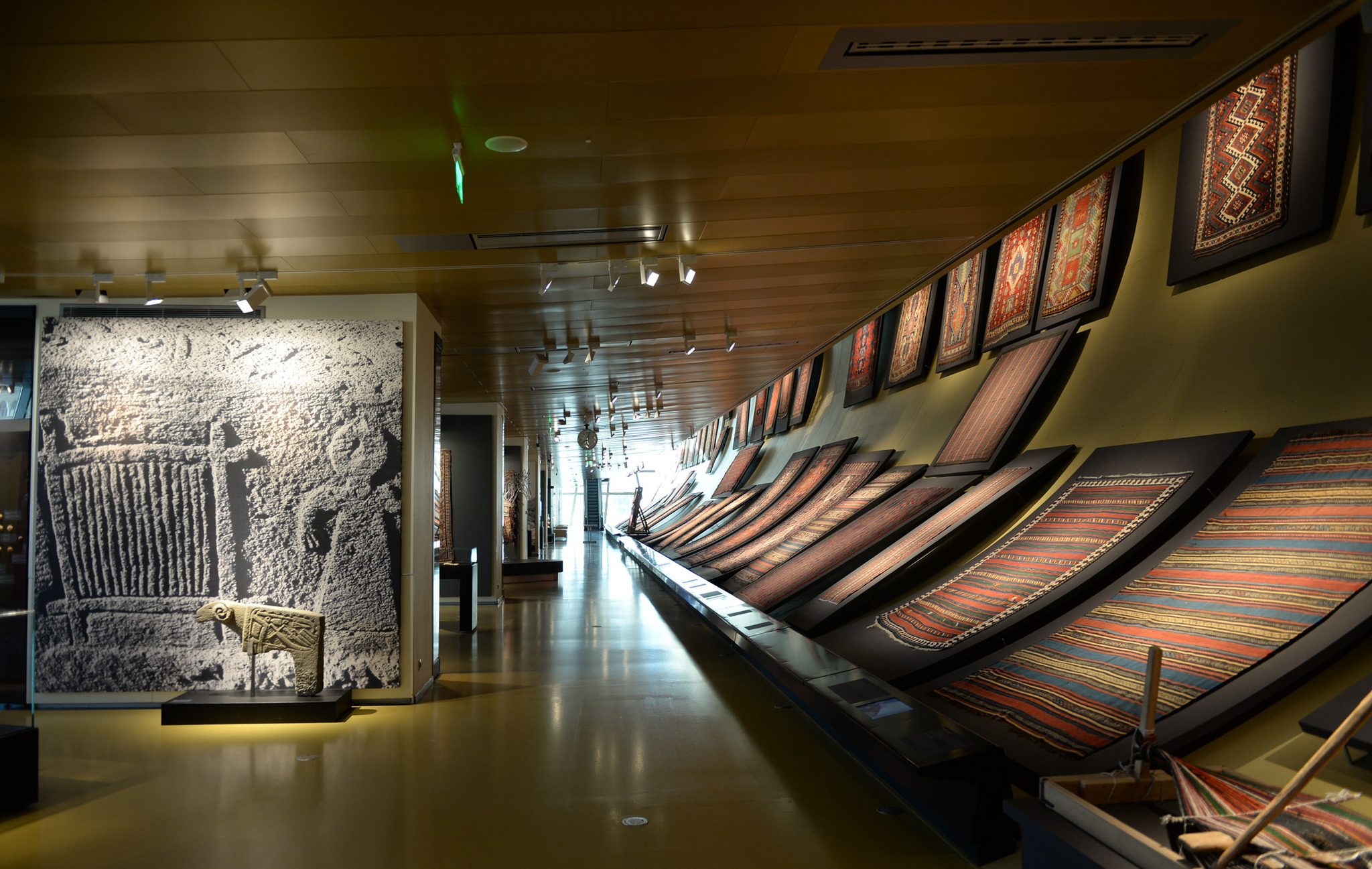
Gegenstände in der Sammlung

Die Sammlung des Museums umfasst mehr als 10 000 Keramikgegenstände, Metallarbeiten aus dem 14. Jahrhundert, Schmuck aus der Bronzezeit, Teppiche und Teppichgegenstände aus dem 17. bis 20. Jahrhundert, nationale Gewänder und Stickereien sowie Werke der angewandten Kunst aus der Neuzeit. Das Museum organisiert öffentliche Vorträge und Studienkurse über Teppiche und angewandte Kunst. Es verfügt über einen Buchladen, in dem Bücher über aserbaidschanisches Kunsthandwerk und Teppichkunst verkauft werden. Einige der ausgestellten Stücke aus dem Schuscha-Museum gehörten zu den 600 Teppichen, die vor der Eroberung Schuschas durch armenische Truppen im Jahr 1992 aus dem Museum gebracht wurden. Sie werden nun im Museum in einer Ausstellung mit dem Titel „Verbrannte Kultur“ gezeigt. Im Jahr 2020 wurde der Garagoyunlu-Teppich in die Sammlung aufgenommen. Im Juli 2022 präsentierte das Museum sein neuestes Exponat, den Lampa-Teppich, der ursprünglich in den 1930er Jahren in Schuscha gewebt wurde.

## Internationale Ausstellungen
Das Museum ist in der Forschung und im öffentlichen Dienst tätig. Jedes Jahr werden nationale und internationale Ausstellungen organisiert und Kataloge über Teppiche vom Museum gedruckt. Das Museum hat auch Ausstellungen in mehr als 30 Ländern, darunter Frankreich, Deutschland, England, Japan und die Niederlande, veranstaltet. 1998 nahm das Museum an einer von der UNESCO organisierten Ausstellung in Paris teil, die der Fuzûlî gewidmet war, und 1999 an einer Ausstellung zum 1300-jährigen Jubiläum des Buches von Dede Korkut, bei der Teppiche und Gegenstände der angewandten Volkskunst, darunter Kupferkrüge, Becher, Eimer und Satteltaschen, gezeigt wurden.